# مايكل موسلي
مايكل موسلي (بالإنجليزية: Michael Mosley)‏ هو عارض وممثل أمريكي، ولد في 16 سبتمبر 1978 في الولايات المتحدة.

## أعمال

### أفلام
- (2008) 27 فستانا[2]
- (2009) عرض الزواج[3][4]

### مسلسلات
- أوزارك
- سكرابز
- كاسل

## وصلات خارجية
- مايكل موسلي على موقع IMDb (الإنجليزية)
- مايكل موسلي على موقع روتن توميتوز (الإنجليزية)
- مايكل موسلي على موقع ألو سيني (الفرنسية)
- مايكل موسلي على موقع أول موفي (الإنجليزية)
- مايكل موسلي على موقع قاعدة بيانات الأفلام السويدية (السويدية)
- مايكل موسلي على موقع قاعدة بيانات الفيلم (الإنجليزية)
- مايكل موسلي على موقع كينوبويسك (الروسية)